# Shulamit Aloni

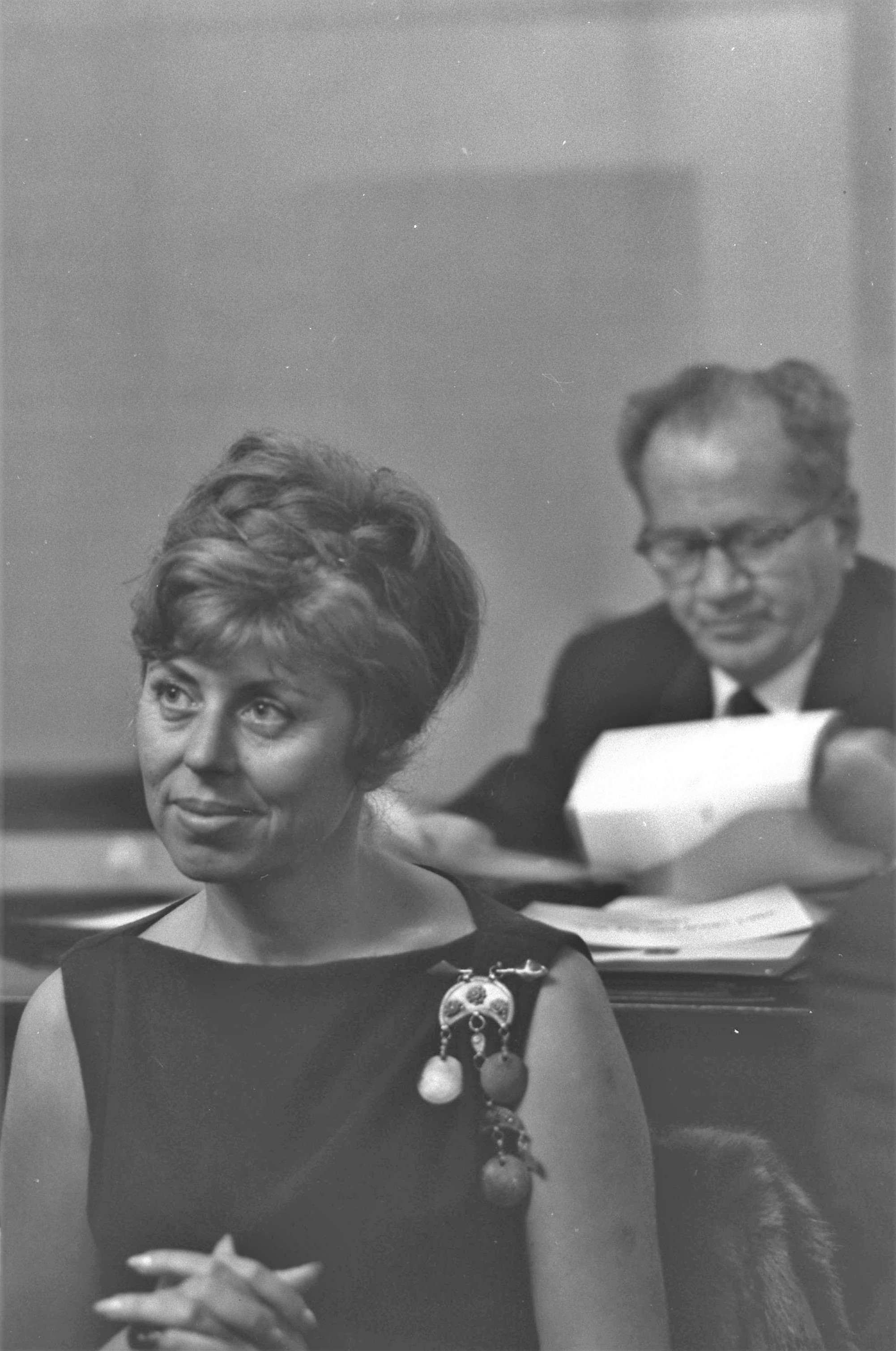
Shulamit Aloni och Ze'ev Sherf i Knesset

Shulamit Aloni (hebreiska: שולמית אלוני), född Adler 29 november 1928 i Tel Aviv, död 24 januari 2014 i Kfar Shmaryahu i distriktet Tel Aviv, var en judisk-israelisk politiker och fredsaktivist.
Aloni var medlem i Israeli Peace Camp, grundare av partiet Ratz och var under en tid partiledare för Meretz. Hon tjänstgjorde som Israels utbildningsminister mellan 1992 och 1993.

## Biografi
Shulamit Aloni föddes som Shulamit Adler i Tel Aviv. Mamman var sömmerska och pappan var snickare och båda hade en bakgrund inom den polska judenheten. Hon skickades till internatskola under andra världskriget, då båda hennes föräldrar stred mot Tyskland i den brittiska armén.
I tonåren blev hon medlem i den sionistiska och socialistiska rörelsen Hashomer Hatzair samt i Palmach, som var judarnas inofficiella armé före utropandet av staten Israel. Under 1948 års arabisk-israeliska krig blev hon tillfångatagen av jordanska styrkor men släpptes senare.
Från 1959 arbetade Aloni som jurist och debattör. Hon hade bland annat en radioshow med fokus på mänskliga rättigheter och var under många år aktiv som kolumnist i flera israeliska tidningar.